# Football Club of Pune City
El Football Club of Pune City fue un club de fútbol de la ciudad de Pune, India, que jugó en la Superliga de India entre 2014 de 2018.
El club terminó sus operación en 2019, tras la polémica por el fichaje de Néstor Gordillo por "inducir a un incumplimiento de contrato" y ser multado por ₹50.000. La directiva del club terminó el equipo, y sus inversores comenzaron un nuevo proyecto, el Hyderabad Football Club.

## Historia
Los orígenes del equipo se remontan a la fundación de la Superliga de India (ISL) en 2014. Los organizadores del nuevo torneo de fútbol subastaron ocho franquicias para la temporada inaugural, una por ciudad. Entre las ofertas planteadas, el actor Salman Khan y el grupo Wadhawan lograron hacerse con una plaza en Pune (Maharastra), creando así el «Football Club of Pune City». Al accionariado se sumaron el actor Hrithik Roshan y un equipo profesional italiano, la ACF Fiorentina, con el que además existió un acuerdo de cesión de futbolistas, cuerpo técnico y medios para una escuela de fútbol base.
En su primera temporada el Pune City estuvo dirigido por Franco Colomba y contó con David Trezeguet como mayor estrella, pero no logró meterse en la lucha por el título. En 2016 la Fiorentina rompió el acuerdo de colaboración, así que la franquicia se hzo con otro equipo de la misma ciudad, el Pune Football Club, para absorber su escuela de formación.
La mejor actuación del Pune City llegó en la temporada 2017-18; bajo los mandos de Ranko Popović, había logrado clasificarse para el playoff tras terminar la fase regular en cuarta posición, pero luego fue derrotado en semifinales por el Bengaluru F. C. Al año siguiente el equipo se vio afectado por las deudas y terminó en sexto lugar, fuera de la lucha por el título. Además de las denuncias de impagos de algunos jugadores, el Pune City fue sancionado durante dos ventanas de fichajes por haber intentado contratar a un futbolista sin permiso del otro club.

## Trayectoria

### Año a año
| Año     | Liga | Temporada | Playoffs     | Goleador              | goles |
| ------- | ---- | --------- | ------------ | --------------------- | ----- |
| 2014    | ISL  | 6°        | no clasificó | Kostas Katsouranis    | 4     |
| 2015    | ISL  | 7°        | no clasificó | Kalu Uche Adrian Mutu | 4     |
| 2016    | ISL  | 6°        | no clasificó | Aníbal Zurdo          | 5     |
| 2017-18 | ISL  | 4°        | Semifinales  | Emiliano Alfaro       | 9     |
| 2018-19 | ISL  | 7°        | no clasificó | Marcelinho            | 6     |

## Entrenadores
- Franco Colomba (2014)
- David Platt (2015)
- Antonio López Habas (2016-2017)
- Miguel Martinez Gonzalez (2016)
- Ranko Popović (2017-2018)
- Miguel Ángel Portugal (2018)
- Pradyum Reddy (2018)
- Phil Brown (2018-2019)